# Antoni Weyler i Santacana
Antoni Weyler i Santacana (Palma, 4 d'abril de 1885 - ?) fou un advocat i polític mallorquí, fill del militar Valerià Weyler i Nicolau i de la barcelonina Teresa Santacana i Bargalló. Es llicencià en dret i milità al Partit Liberal, amb el que fou elegit diputat per la circumscripció de Palma a les eleccions generals espanyoles de 1910. En 1919 fou nomenat comanador de l'Orde del Mèrit Agrari. De 1922 a 1925 fou Director General de Belles Arts.